# Djedkhonsuefankh
Djedkhonsuefankh là một Đại tư tế của Amun tại Thebes vào thời kỳ Ai Cập cổ đại. Ông đã kế vị Masaharta cai trị Thượng Ai Cập chỉ trong khoảng 1 năm (1046 – 1045 TCN).

## Thân thế
Djedkhonsuefankh có thể là một người con trai của Đại tư tế, lãnh chúa Pinedjem I; mẹ của ông được nghĩ là vương phi Isetemkheb A, một người vợ ít được biết đến của Pinedjem I. Nếu đúng Djedkhonsuefankh là con của Pinedjem I, ông cũng là anh em với Psusennes I, vị Pharaon thứ ba của Vương triều thứ 21; Đại tư tế Masaharta, người tiền nhiệm của ông; và Đại tư tế Menkheperre, người kế vị ông sau đó.
Theo Kitchen (1996), vợ của Djedkhonsuefankh có thể là Djedmutesankh A, người mà xác ướp được tìm thấy trong hầm mộ MMA 60 cùng với Henuttawy C (con của Menkheperre). Vì Djedmutesankh mang danh hiệu Chánh phi trong Hậu cung của Amun, tức chồng bà phải là một Đại tư tế của Amun nhưng chưa xác định được, nên bà được nghĩ là vợ của Djedkhonsuefankh.
Tất cả những gì chứng thực cho sự tồn tại của Djedkhonsuefankh là dòng chữ nhắc đến tên ông trên cỗ quan tài (đã thất lạc) của người con trai không rõ tên. Theo Cecil Torr, những dòng chữ đó được dịch như sau: "[...]re, con trai ngài Đệ nhất Tiên tri của Amun, Djed-Khons-ef-ankh, con trai của vị Lãnh chúa của Hai vùng đất, Pinedjem, người được Amun quý mến, Đệ nhất Tiên tri của Amun", với cái tên Pinedjem được đặt trong cartouche.
Vương triều thứ 21 có 2 vị vua đều mang tên Pinedjem, Pinedjem I và Pinedjem II (Pinedjem I là ông nội của Pinedjem II). Trái ngược với các nhà Ai Cập học khác, Andrzej Niwiński cho rằng, Djedkhonsuefankh là con của Pinedjem II. Niwiński chỉ ra rằng những cái tên khác thường như Djedkhonsuefankh chủ yếu xuất hiện vào cuối Vương triều thứ 21.
Khi Masaharta qua đời, Thebes xảy ra một cuộc bạo loạn, và Djedkhonsuefankh được cho là đã chết trong cuộc phiến loạn đó. Người được nghĩ là đã giết Djedkhonsuefankh có thể là Menkheperre, em của ông.